# هشام الدين حسين
داتوك سيري هشام الدين حسين (ولد في 5 أغسطس 1961) هو سياسي ماليزي شغل منصب وزير الدفاع في 2013، وشغل سابقاً منصب وزير الشباب والرياضة (1999-2004)، وزير التربية والتعليم (2004-2009)، وزير الداخلية (2009-2013). وزير النقل (2013-2014)، برز على الساحة الدولية في مارس 2014 حيث كان وزيرا مسؤولا عن التحقيق في اختفاء الطائرة الماليزيا.
هشام الدين حسين هو نجل رئيس الوزراء الماليزي الثالث، حسين أون، وابن عم رئيس الوزراء السادس والحالي، نجيب رزاق.